# Französische Rugby-Union-Meisterschaft 1906/07
Die Saison 1906/07 war die 16. Austragung der französischen Rugby-Union-Meisterschaft (französisch Championnat de France de rugby à XV), der heutigen Top 14.
Nach einer Vorrunde spielten die besten Mannschaften in K.-o.-Runden gegeneinander. Im Endspiel, das am 24. März 1907 an der Route du Médoc in Le Bouscat stattfand, trafen die beiden Halbfinalsieger aufeinander und spielten um den Bouclier de Brennus. Dabei setzte sich Stade Bordelais gegen Stade Français durch und errang zum fünften Mal den Meistertitel.

## Vorrunde
Die Detailergebnisse sind nicht bekannt.

## Viertelfinale

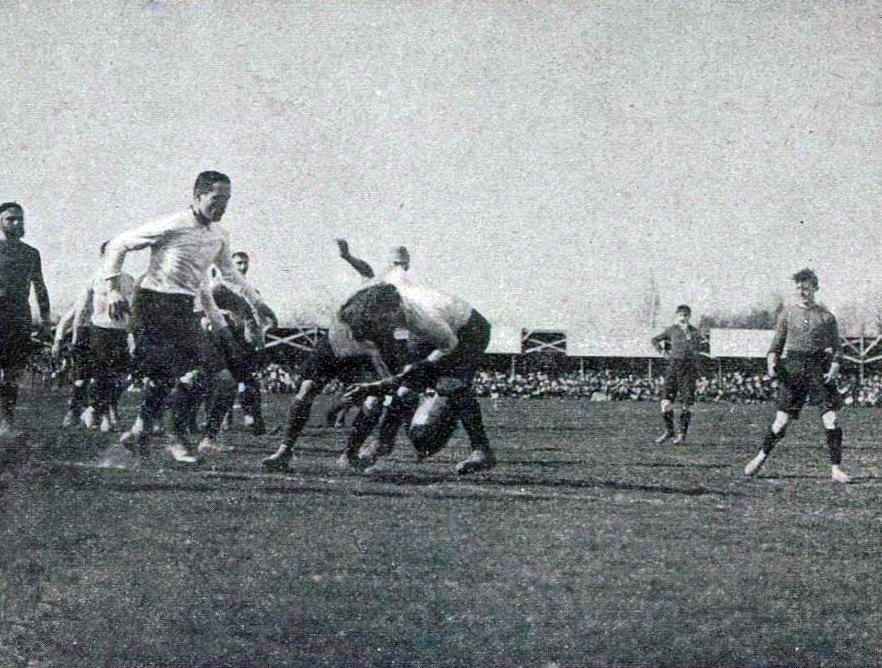
Spielszene im Meisterschaftsfinale

| Datum     | Begegnung                    | Ergebnis |
| --------- | ---------------------------- | -------- |
| März 1907 | Stade Bordelais – SOET       | 16:0     |
| März 1907 | Stade Français – Le Havre AC | 13:0     |
| März 1907 | US Le Mans – US Cognac       | 10:6     |

## Halbfinale
| Datum     | Begegnung                   | Ergebnis |
| --------- | --------------------------- | -------- |
| März 1907 | Stade Bordelais – FC Lyon   | 15:0     |
| März 1907 | Stade Français – US Le Mans | 39:3     |

## Finale
| 24. März 1907 | Stade Bordelais                                                   | 14 : 3        | Stade Français      | Route du Médoc, Le Bouscat Zuschauer: 12.000 Schiedsrichter: Allan Muhr |
| 24. März 1907 | Versuche: Leuvielle Duffourcq Giacardy Laporte Erhöhungen: Martin | (6:3) Bericht | Versuche: Vareilles | Route du Médoc, Le Bouscat Zuschauer: 12.000 Schiedsrichter: Allan Muhr |

Aufstellungen
Stade Bordelais: Robert Blanchard, Augustin Hourdebaigt, Maurice Bruneau, Jacques Duffourcq, Marc Giacardy, Jacques Gommes, Herman Gross-Droz, Henri Lacassagne, Marcel Laffitte, Pascal Laporte, Maurice Leuvielle, Henri Martin, Alphonse Massé, Louis Mulot, Hélier Thil
Stade Français: Charles Beaurin, Julien Combe, Marcel Communeau, Bernard Galichon, Georges Jérome, Paul Maclos, Henri Marescal, Édouard Mirenowicz, Francis Mouronval, Pierre Mouronval, Alexandre Pharamond, Pierre Rousseau, Paul Sagot, Charles Vareilles, André Vergès